# 晚村站
晚村站（：／ Manchon yeok */?）是大邱地鐵2號線沿線的一座地下車站，位於韓國大邱廣域市寿城区晩村洞。

## 車站結構
站體為1面2線曲線式設計島式月台的地下車站，候車月台設有月台幕門，並有4處出口。

### 月台配置
| 壽城區廳 ↑ |
| 下 上 \|   |
| ↓ 丹替     |

| 月台 | 路線               | 目的地                 |
| ---- | ------------------ | ---------------------- |
| 上行 | ●大邱都市鐵道2號線 | 半月堂、龍山、汶陽方向 |
| 下行 | ●大邱都市鐵道2號線 | 新梅、沙月、嶺南大方向 |

## 歷史
- 2005年10月18日：落成啟用。

## 車站周邊
- 國立大邱博物館（朝鲜语：국립대구박물관）
- 晚村交流道
- 南部城際客運站
- 南部市場
- 東都中學
- 五星高校
- 貞和女子高校
- 大邱銀行晚村站分行
- 韩亚银行晚村站分行
- 凡勿站

## 圖片

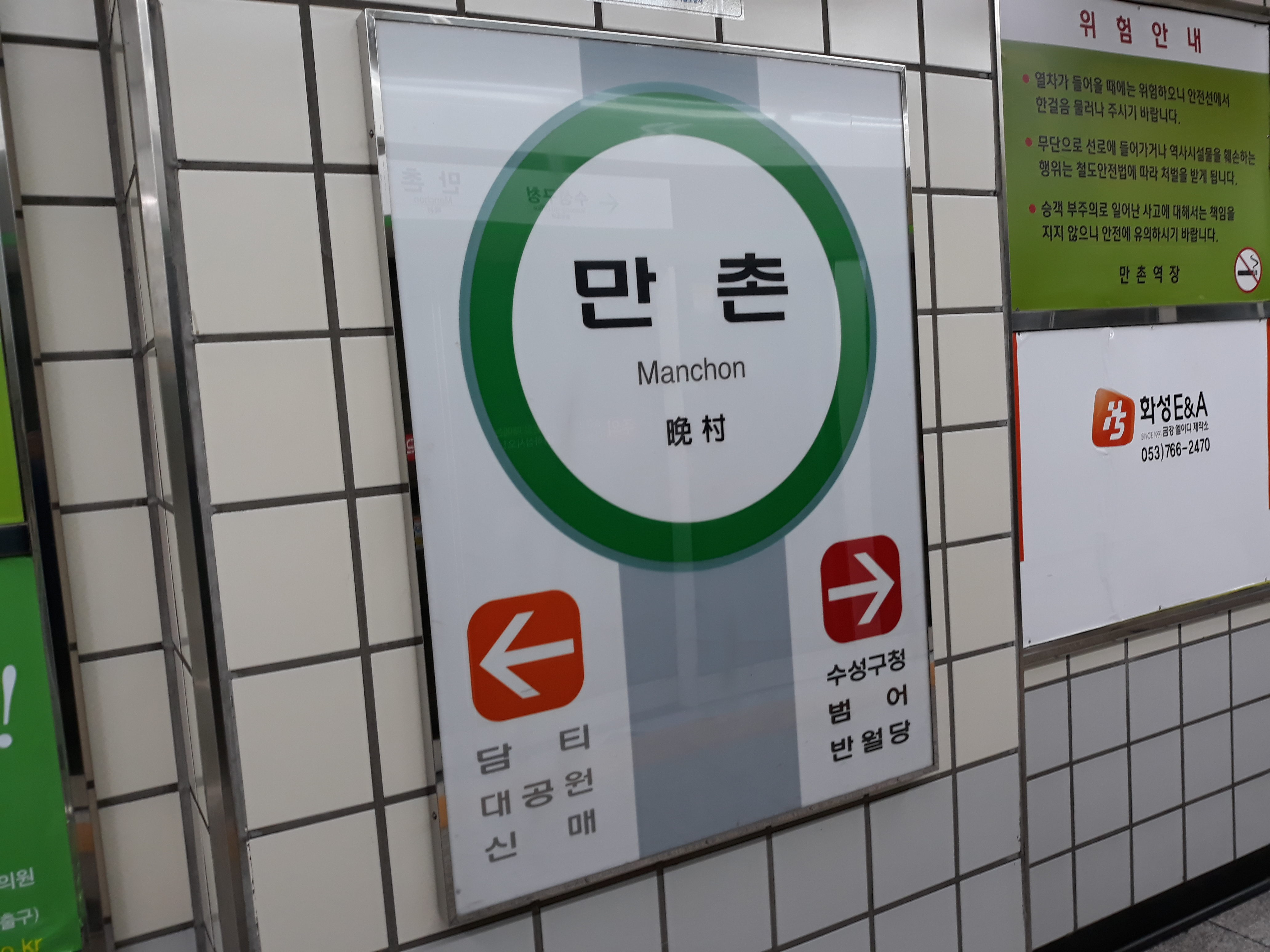
站名牌
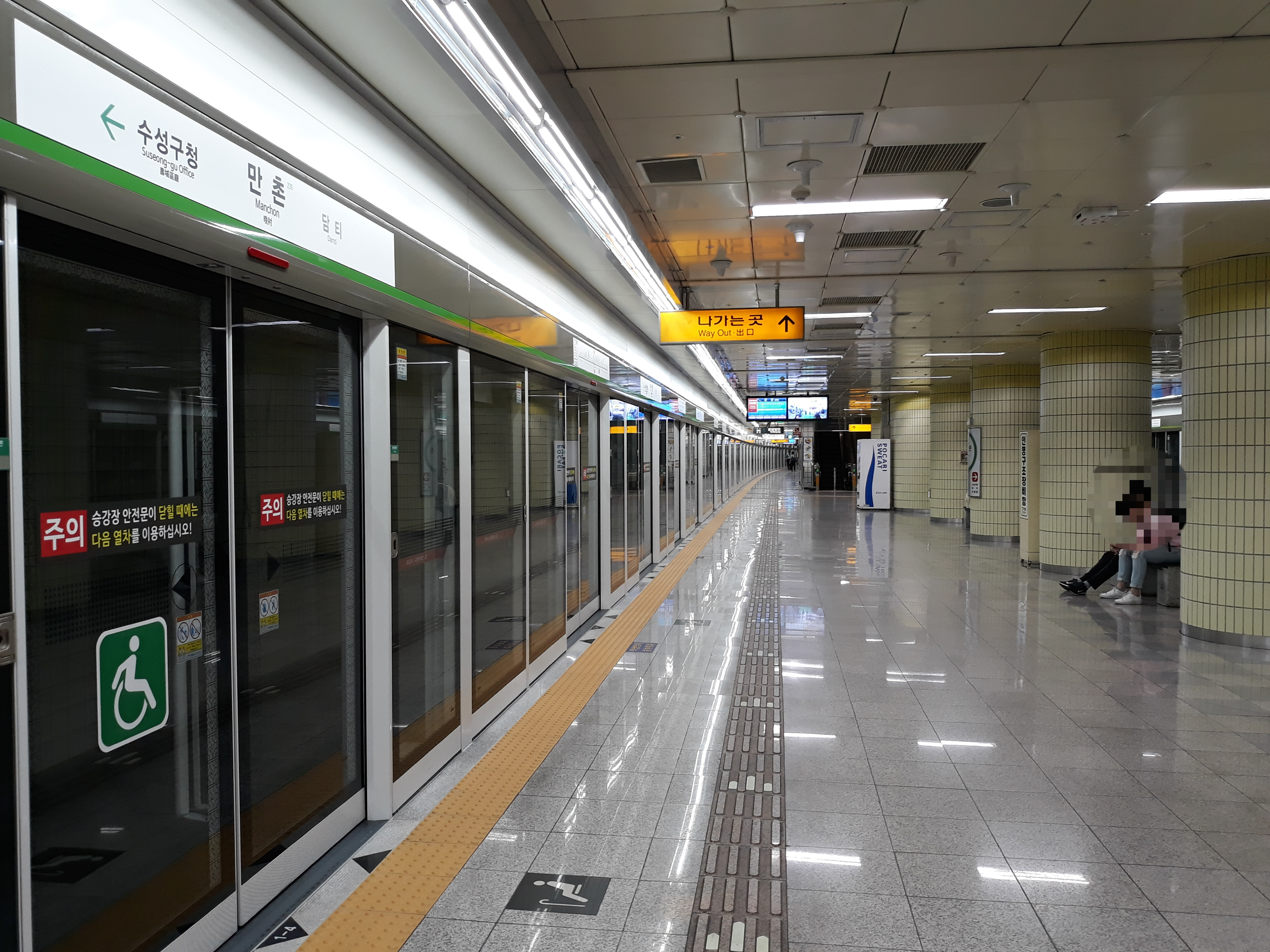
候車月台
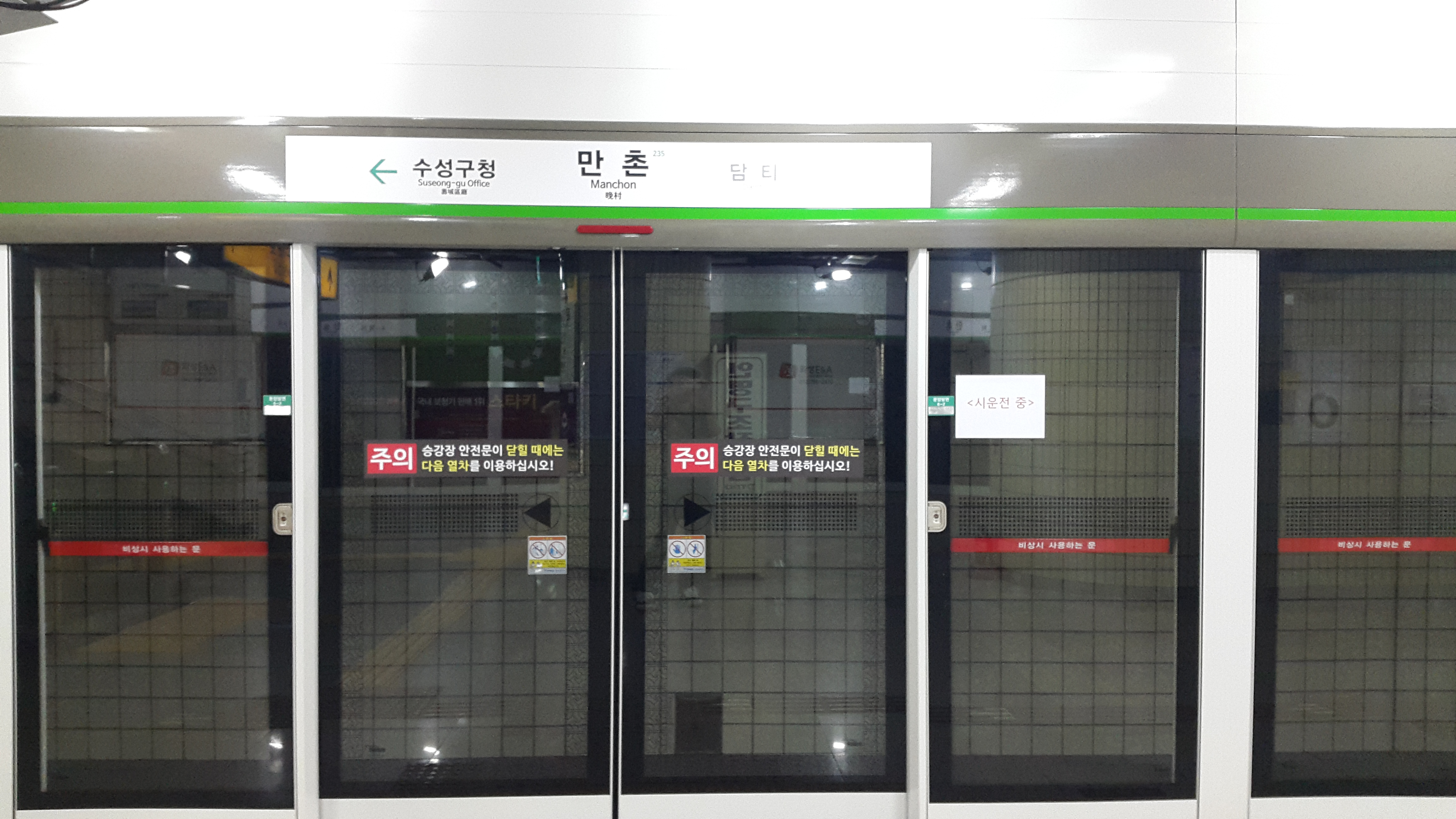
月台門
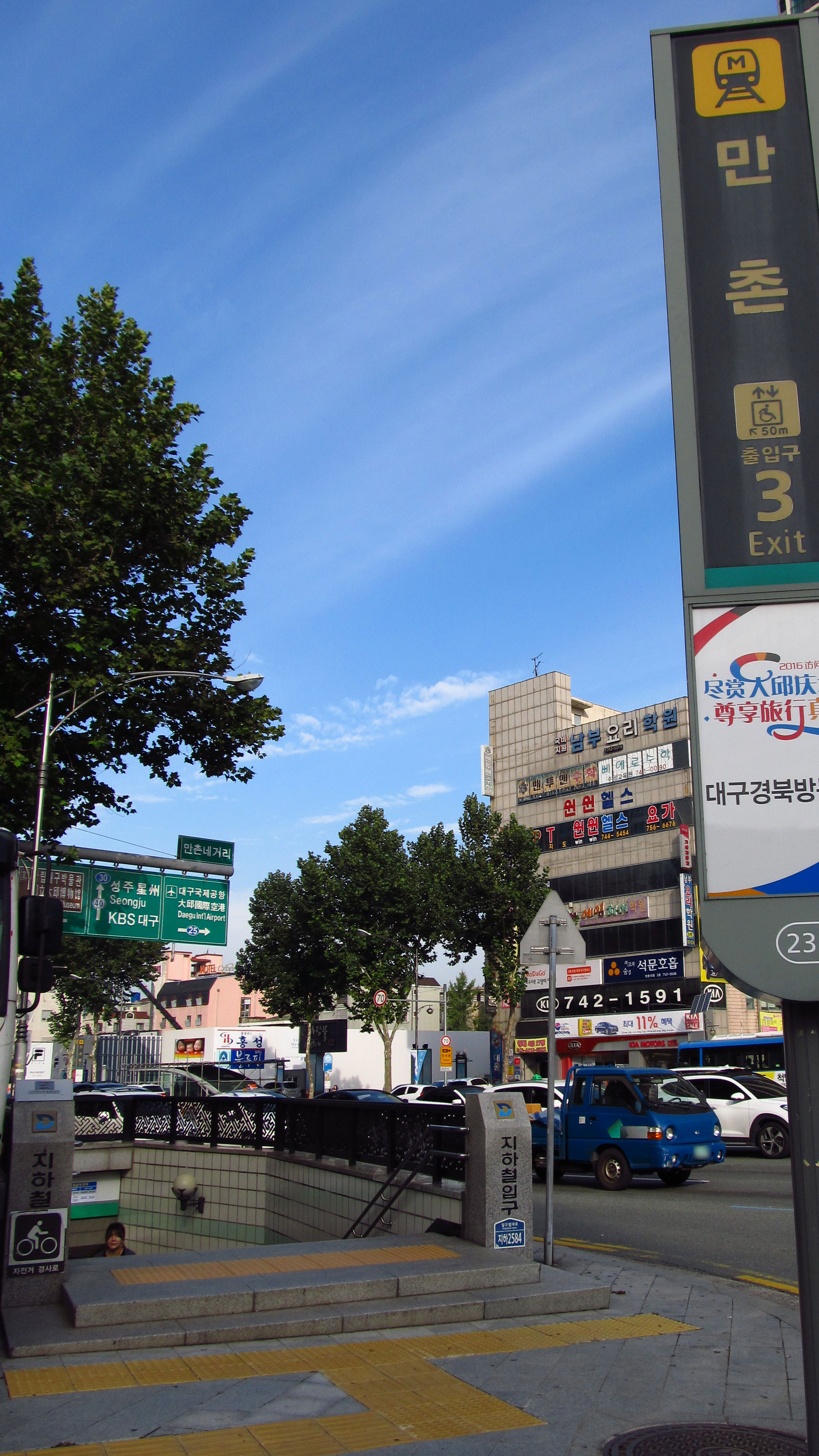
3號出口

## 相鄰車站
大邱都市鐵道公社
●大邱都市鐵道2號線
壽城區廳（234）－晚村（235）－丹替（236）